# Мардар Михайло Олексійович
Ма́рдар Миха́йло Олексі́йович (нар. 7 (20) листопада 1911 — 28 січня 1945) — учасник Другої світової війни, заступник командира відділення, молодший сержант, Герой Радянського Союзу (1945).

## Біографія
Народився 7 (20) листопада 1911 року у селі Афанасіївка Снігурівського району Миколаївської області в селянській родині. Українець.
Після закінчення 5 класів школи працював у колгоспі, жив у селі Тарасівка Врадіївського району. У період 1941–1944 років перебував на окупованій румунсько-німецькими військами території.
До Червоної Армії призваний 31 березня 1944 року Врадіївським РВК Одеської (нині Миколаївської) області. Воював на 1-му та 4-му Українських фронтах. Брав участь у Проскурівсько-Чернівецькій, Львівсько-Сандомирській, Карпатсько-Дуклинській наступальних операціях.
Заступник командира відділення 1-ї стрілецької роти 1-го стрілецького батальйону 894-го стрілецького полку 211-ї стрілецької дивізії 38-ї армії 4-го Українського фронту молодший сержант М. О. Мардар особливо відзначився під час боїв на території Польщі. 17 січня 1945 року поблизу міста Горлиці під час бою висунувся вперед бойових позицій роти й зі свого кулемета знищив мінометну обслугу ворога. При спробі фашистів захопити міст через річку Бяла, вогнем з кулемета знищив близько 40 солдатів і офіцерів супротивника.
20 січня 1945 року в бою за місто Новий Сонч вів постійний вогонь зі свого кулемета по ворогові, що наступав. Всього знищив понад 30 гітлерівців. Загинув у цьому бою від вибуху гранати. За іншими даними загинув 28 січня 1945 року поблизу міста Бельсько-Бяла.

## Нагороди
Указом Президії Верховної Ради СРСР від 23 травня 1945 року молодшому сержанту Мардару Михайлу Олексійовичу присвоєне звання Героя Радянського Союзу з врученням ордена Леніна і медалі «Золота Зірка».